# 루세로역
루세로역(스페인어: Lucero)은 마드리드 지하철 6호선의 역이다. 마드리드 라티나 구 루세로 지역의 라스 이게라스 도로 지하에 위치해 있다. 요금구역상으로는 A구역에 속한다.

## 역사
1995년 5월 10일 6호선의 라구나 역-시우다드 우니베르시타리아 역 구간 개통과 함께 문을 열었다.
2015년 7월 4일부터는 푸에르타 델 앙헬 역에서부터 오포르토 역까지의 구간이 시설개선 공사에 들어가면서 잠시 영업을 중단하였다. 공사 마감기한은 9월 중순이었으며, 그 사이 기간 동안에는 마드리드 지하철공사에서 특별 버스 노선을 편성해 운행하였다. 공사는 2015년 9월 13일에 마무리됐다.

## 환승 정보
역 주변에 버스 정류장이 네 곳 있다.
버스
- 시내버스
  - 31, 138번 노선 (주간)
  - N18번 노선 (야간)
- 시외버스
  - 500번 노선 (주간)

지하철
| 마드리드 지하철               | 마드리드 지하철       | 마드리드 지하철 |
| ----------------------------- | --------------------- | --------------- |
| 알토 데 엑스트레마두라 순환선 | 마드리드 지하철 6호선 | 라구나 순환선   |